# Wayland (ville, New York)
Pour les articles homonymes, voir Wayland (homonymie).
Ne doit pas être confondu avec Wayland (village, New York).
Wayland est une ville du comté de Steuben, dans l'État de New York, aux États-Unis,. En 2010, elle comptait une population de 4 102 habitants.

## Démographie
Lors du recensement de 2010, la ville comptait une population de 4 102 habitants, tandis qu'en 2016, elle est estimée à 3 977 habitants.